# Імператор Момму
Імператор Мо́мму (яп. 文武天皇, もんむてんのう, момму тенно; 683 — 18 липня 707) — 42-й Імператор Японії, синтоїстське божество. Роки правління: 17 серпня 697 — 18 липня 707. Другий син наслідного принца Кусакабе та принцеси Абе (майбутньої імператриці Ґеммей).
Посів трон у 4 роки. Мав трьох дружин і трьох дітей, серед них — принц Орбіто (майбутній імператор Сьому).
За правління імператора Момму був складений кодекс законів Тайхо-рьо, що складався із 30 окремих кодексів та регламентував соціальні й економічні структури держави.
Імператор Момму помер через десять років правління, тоді на престол зійшла його мати — імператриця Ґеммей.